# 八大居
八大居指代8家位于北京的饭庄，该说法起源于清末民初，「居」有散座、办宴席，但不办堂会，规模相对较小。清代中后期及民国年间，民间对北京餐饮老字号曾有“排名”，其中“八大居”较为受到广泛认可的两个版本是：
- 版本一：同和居、和顺居、广和居、万兴居、福兴居、同兴居、东兴居、万福居
- 版本二：同和居、和顺居、广和居、天兴居、鼎和居、义盛居、天然居、会仙居

## 概况

### 同和居

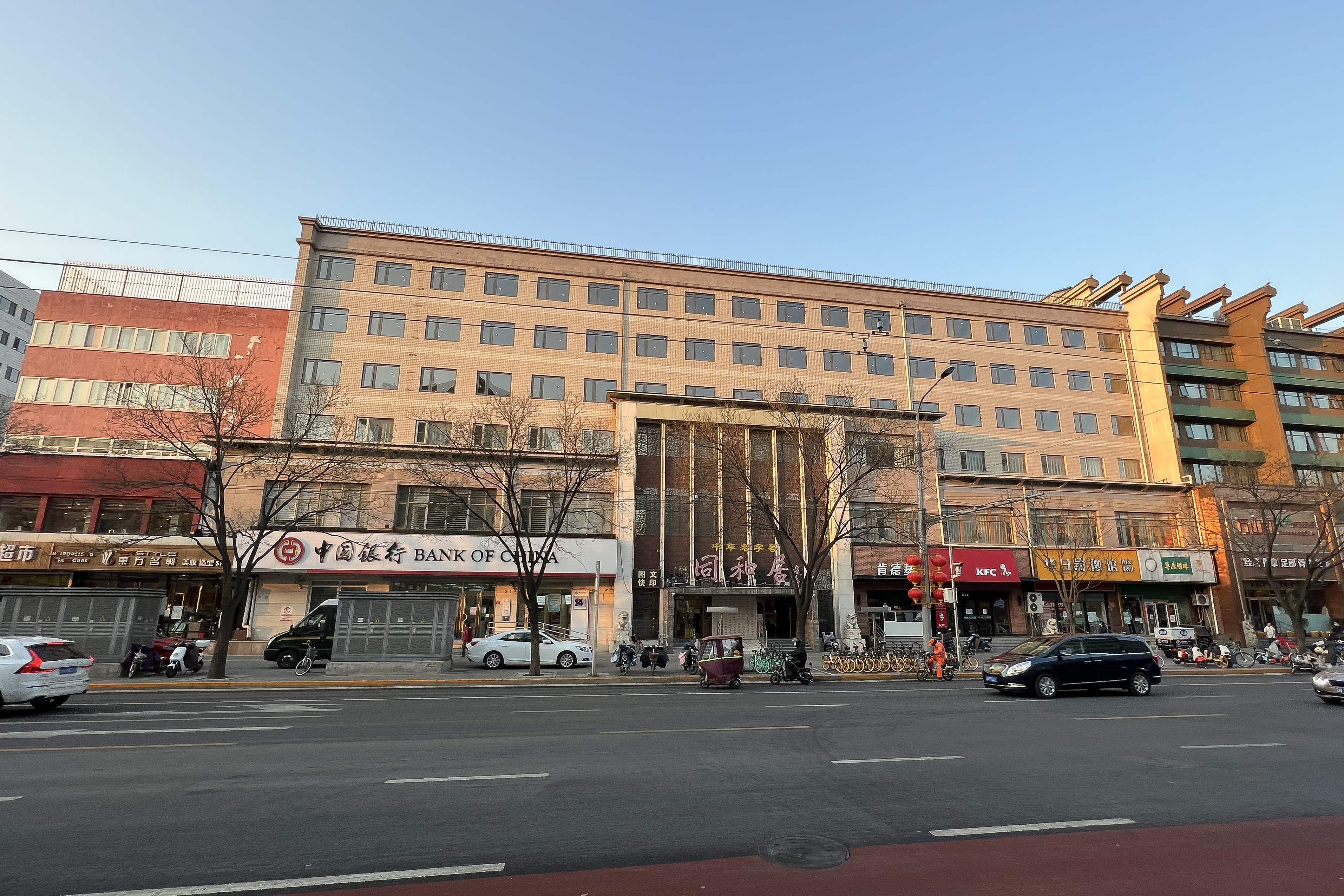
同和居月坛南街店

同和居始创于1822年，原址位于西四南大街北口，「同和居」匾额由溥杰题写，取“同怀和悦”之意，一开始经营宫廷风味菜，后逐步变为主营“福山帮”鲁菜，招牌菜有三不粘、葱烧海参、烩乌鱼蛋、浓汁鱼肚、赛螃蟹、三鲜锅巴、烤馒头等。

### 和顺居（砂锅居）
和顺居始创于1741年，原址位于西四缸瓦市的十字路口西北角，已改名「砂鍋居」，招牌菜是砂锅白肉。

### 广和居
广和居始创于1831年，原址位于宣武门外菜市口北半截胡同南口路东，招牌菜有五柳鱼、潘鱼、江豆腐，1935年停业。

### 万兴居
万兴居原址位于前门外，招牌菜是褡裢火烧、豆汁儿。

### 福兴居
福兴居原址位于前门外，招牌菜是鸡丝面。

### 同兴居
同兴居原址位于前门外，招牌菜是灌肠。

### 东兴居
东兴居原址位于前门外，招牌菜是炒肝、包子。

### 万福居
万福居原址位于大栅栏，招牌菜是滑鳝鱼。